# Piccola Eva
Piccola Eva (Little Eva) è un personaggio immaginario protagonista di una omonima serie a fumetti pubblicata negli Stati Uniti d'America dal 1952 al 1956. Successivamente alla conclusione della serie originale, il personaggio venne ripreso da autori italiani e vennero realizzate nuove serie di storie fino al 1972.

## Storia editoriale
Il personaggio esordisce nel 1952 negli Stati Uniti su una serie a fumetti a esso dedicata, Little Eva, nel maggio 1952 edita dalla St. Johns Publishing Co. e la prima serie di 20 numeri continuerà fino a ottobre 1955 per poi continuare ristampando materiale precedente fino al n. 31 del novembre 1956. A ottobre e novembre 1953 vennero pubblicati anche due numeri speciali stampati in modo da essere letti con gli occhiali a 3D, proseguendo l'esperimento costituito da 3D Mighty Mouse, della stessa casa editrice, pubblicato in settembre. Il personaggio venne poi ripreso dalla I.W. Publishing che pubblicherà una seconda serie di 18 numeri da gennaio 1958.
In Italia la serie venne pubblicata dalla Casa Editrice Universo sulla testata Il Monello nel 1953, tradotta come "Piccola Eva"; quando il materiale originale venne terminato, vennero realizzati nuovi episodi da Antonio Terenghi e Alfredo Castelli e pubblicata fino al 1972.